# Saint-Cyr-le-Gravelais
Saint-Cyr-le-Gravelais település Franciaországban, Mayenne megyében. Lakosainak száma 559 fő (2022. január 1.). Saint-Cyr-le-Gravelais Le Pertre, Beaulieu-sur-Oudon, La Gravelle, Montjean és Loiron-Ruillé községekkel határos.

## Népesség
A település népessége az elmúlt években az alábbi módon változott:
| Lakosok száma | 469  | 408  | 472  | 528  | 534  | 538  | 544  | 559  | 557  | 559  |
|               | 1968 | 1982 | 1990 | 2006 | 2013 | 2015 | 2017 | 2019 | 2020 | 2022 |